# Rádio Slovensko

Senderlogo

Rádio Slovensko (SRo 1) ist ein öffentlich-rechtlicher Hörfunksender aus der Slowakei.
Rádio Slovensko ging am 1. Januar 1993 auf Sendung. Die ersten Jahre bestand das Programm überwiegend aus Rockmusik. Am 5. September 2000 erhielt der Sender seinen heutigen Namen und das Musikspektrum verbreiterte sich.
Seit dem 6. September 2004 hat Rádio Slovensko ein neues Programm, das unter anderem Nachrichten aus dem Kultur- und Kunstbereich bietet.